# Afra
Afra je ženské křestní jméno latinského původu. Vykládá se jako „Afričanka“. Někdy se toto jméno objevuje také v podobě Afranija.
Podle maďarského kalendáře má svátek 7. srpna.

## Afra v jiných jazycích
- Německy, anglicky, italsky, polsky, španělsky: Afra
- Maďarsky: Áfra

## Známé nositelky jména
Svatá Afra, patronka tohoto jména, pocházela z ostrova Kypr a byla kněžkou v chrámu římské bohyně Venuše; poté, co přijala svatý křest, byla upálena.